# Nagy Endre (filozófus)
Nagy Endre (Marosvásárhely, 1879. május 10. – Marosvásárhely, 1961. március 2.) erdélyi magyar filozófiai író, iskolatörténész.

## Életútja
Középiskoláit szülővárosa Református Kollégiumában végezte (1897); tanári oklevelet a Kolozsvári Magyar Királyi Ferenc József Tudományegyetem bölcsészkarán szerzett (1901). Tanulmányai végeztével egykori iskolájának filozófiatanára, majd igazgatója is (1919-39).
Tárcái jelentek meg a Jövő Népe, Székelység és az Ellenzék hasábjain, alkalmi beszédeit a Református Szemle, Vasárnapi Ujság, Székely Napló közölte. Könyvet írt kollégiumi tanárelődjéről Mentovich Ferenc élete és működése (Marosvásárhely, 1904) c. alatt, a maga idealista szellemében is értékelte a materialista bölcsész jelentőségét. Forrásértékű A marosvásárhelyi ev. ref. kollégium története az 1848-49. évi szabadságharc alatt (Kolozsvár 1905) c. munkája. A KZST tagja (1910-től), a társaság félszázados jubileumára kiadott Ünnepi könyvben (Marosvásárhely, 1930) újabb Mentovich-tanulmánnyal szerepelt. Tizenkét éven át a KZST alelnöke (1934-46).